# Два дня чудес
«Два дня чудес» — советский комедийный художественный фильм 1970 года производства Киностудии имени М. Горького, снятый режиссёром Львом Мирским по пьесе Юрия Сотника «Просто ужас!..».

## Сюжет
Молоденькие феи-недоучки Ромашка и Фиалка из Института добрых волшебников, после несданного экзамена отправились на производственную практику к людям для совершения «доброго чуда». Материализовавшись на теплоходе, феи услышали разговор заведующего терапевтическим отделением поликлиники Вадима Леонидовича, его жены и их сына, возвращавшихся из отпуска. Феи предложили поменять их местами, а маму превратить в девочку. Вадим Леонидович не воспринял предложение серьёзно и шутя согласился. Феи, обрадовавшись возможности совершить «доброе чудо», «начертали» в воздухе заклинание и превратили папу в сына, сына — в отца, а маму… в кактус.
В это же время две другие студентки-колдуньи из Института мелких пакостей тоже появляются среди людей для совершения мелких пакостей.
Так как на следующий день, 1 сентября, сыну нужно идти в школу, а папе — на работу в поликлинику, они пытаются научить и подготовить друг друга к неожиданно новым привычкам и обязанностям в их детской и взрослой жизни.

А феям Ромашке и Фиалке всё же удаётся исправить свою ошибку — они превращают маму-кактус в маму-девочку.

## В ролях
- Леонид Куравлёв — Вадим Леонидович Мурашёв, заведующий терапевтическим отделением
- Боря Майхровский — Гриша Мурашёв
- Михаил Козаков — профессор-экзаменатор Института добрых волшебников
- Елена Мозговая — фея Фиалка
- Наталья Маркина — фея Ромашка
- Эраст Гарин — профессор-экзаменатор Института мелких пакостей имени Кощея Бессмертного
- Ольга Аросева — студентка-колдунья Альфа Ивановна Кокошкина
- Тамара Чернова — студентка-колдунья Марфа Петровна
- Лидия Белинская (Лидия Петровна, мама Гриши)[1][2]
- Юрий Критенко — Александр Ефимович Тукачёв, главврач
- Александр Назаров — Ростислав Михайлович, врач-психиатр
- Людмила Стоянова — молодой специалист Юлия Ивановна
- Елена Маликова — Лида, мама-девочка
- Марийка Локшина — Лиля
- Слава Глушков — Петя
- Яша Овчуков — Артём
- Сережа Тислер
- Алёша Вилл
- Вова Куньков
- Петя Туманов
- Аня Сафонова
- Галя Трошина
- Олег Орехов
- Толя Любимов
- Пётр Вескляров — пожилой доктор
- Михаил Зимин — пациент Федотов
- Евгений Майхровский — санитар
- Виктор Махмутов — таксист
- В. Осипова
- Тамара Парра — тётя Зина
- Вера Петрова — официантка в кафе
- Зинаида Сорочинская — официантка в кафе
- Юрий Чекулаев — водитель учебного кабриолета
- Тамара Яренко — Анна Степановна, учительница
- Роман Филиппов — пациент в очереди (нет в титрах)
- Зиновий Гердт — от автора (нет в титрах)

## Съёмочная группа
- Авторы сценария: М. Прядкин, Александр Хмелик
- Режиссёр-постановщик — Лев Мирский
- Главный оператор — Александр Рыбин
- Композитор — Богдан Троцюк
- Художники-постановщики: Владимир Богомолов, Ольга Кравченя
- Директор картины — Г. Купершмидт
- Звукооператор — Дмитрий Боголепов
- Текст песен — Сергея Гребенникова и Николая Добронравова
- Постановка танцев — М. Мнацаканяна
- Режиссёр — А. Тимонин
- Оператор — Юрий Дьяконов
- Редактор — Ирина Соловьёва
- Художник по костюмам — Галина Казакова
- Художник-гримёр — К. Купершмидт
- Монтажёр — В. Васильева
- Комбинированные съёмки: В. Васильев, Юрий Осминкин
- Ассистенты:

режиссёра: А. Кузьмин, В. Сафонова
оператора: Лев Голубин, С. Журбицкий
- Государственный симфонический оркестр кинематографии

дирижёр Юрий Силантьев

## Факты
- Фильм снимался в городе Киеве на тогда новом массиве Русановка: бульваре Давыдова, 10 (17-этажный дом на «ножках»), школа № 137 (с мозаикой) по улице Энтузиастов, 7/4 , в Дарницком трамвайном депо , у строящегося комплекса зданий Института научно-технической и экономической информации (УкрНИИНТЭИ) возле станции метро «Дзержинская» (ныне «Лыбедская»)[3][4][5].
- Танец «Наш двор» исполнялся киевским детским танцевальным ансамблем «Дударик».
- Начальные эпизоды фильма снимались на днепровском пароходе «А. С. Пушкин»[6][7].